# Chandler (Arizona)
Chandler ist eine Stadt im Maricopa County im US-Bundesstaat Arizona mit 275.987 Einwohnern (Volkszählung 2020, U.S. Census Bureau).
Chandler stellt eine principal city der Metropolregion Phoenix dar und liegt in einem sehr weitflächigen Städteverbund, in dem die Stadtgrenzen ineinander übergehen. Dazu gehören Tempe, Mesa, Glendale, Gilbert und Phoenix.
Chandler ist eine der am schnellsten wachsenden Städte der USA. Am Stellar Airpark (FAA Ident P19) ist der Hubschrauberhersteller RotorWay International beheimatet.

## Einwohnerentwicklung
| Jahr | Einwohner |
| ---- | --------- |
| 1980 | 29.673    |
| 1990 | 89.862    |
| 2000 | 176.581   |
| 2010 | 236.123   |
| 2020 | 275.987   |

## Verkehr
Südlich von Chandler verlaufen die Arizona State Routes 87 und 202 und im Westen der Stadt führt die Arizona State Route 101 entlang.

## Söhne und Töchter der Stadt
- Roy Nichols (1932–2001), Country-Musiker
- Shawn Michaels (* 1965), Wrestler
- Calvin Elfring (* 1976), Eishockeyspieler
- Terrell Suggs (* 1982), Footballspieler
- Kylee (* 1994), Sängerin